# Antidesma
Antidesma är ett släkte av emblikaväxter. Antidesma ingår i familjen emblikaväxter.

## Bildgalleri

## Dottertaxa tillAntidesma, i alfabetisk ordning[1]
- Antidesma acidum
- Antidesma alexiteria
- Antidesma ambiguum
- Antidesma annamense
- Antidesma baccatum
- Antidesma bhargavae
- Antidesma brachybotrys
- Antidesma brevipes
- Antidesma bunius
- Antidesma catanduanense
- Antidesma celebicum
- Antidesma chalaranthum
- Antidesma chonmon
- Antidesma cochinchinense
- Antidesma comptum
- Antidesma concinnum
- Antidesma contractum
- Antidesma coriaceum
- Antidesma costulatum
- Antidesma cruciforme
- Antidesma curranii
- Antidesma cuspidatum
- Antidesma dallachyanum
- Antidesma digitaliforme
- Antidesma eberhardtii
- Antidesma edule
- Antidesma elassophyllum
- Antidesma elbertii
- Antidesma erostre
- Antidesma excavatum
- Antidesma ferrugineum
- Antidesma fleuryi
- Antidesma forbesii
- Antidesma fordii
- Antidesma fruticosum
- Antidesma fruticulosum
- Antidesma ghaesembilla
- Antidesma gillespieanum
- Antidesma hainanense
- Antidesma helferi
- Antidesma heterophyllum
- Antidesma insulare
- Antidesma japonicum
- Antidesma jayasuriyae
- Antidesma jucundum
- Antidesma kapuae
- Antidesma keralense
- Antidesma khasianum
- Antidesma kunstleri
- Antidesma laciniatum
- Antidesma laurifolium
- Antidesma leucocladon
- Antidesma leucopodum
- Antidesma macgregorii
- Antidesma maclurei
- Antidesma madagascariense
- Antidesma membranaceum
- Antidesma messianianum
- Antidesma microcarpum
- Antidesma minus
- Antidesma montanum
- Antidesma montis-silam
- Antidesma myriocarpum
- Antidesma neurocarpum
- Antidesma nienkui
- Antidesma nigricans
- Antidesma oblongum
- Antidesma orthogyne
- Antidesma pachybotryum
- Antidesma pachystachys
- Antidesma pacificum
- Antidesma pahangense
- Antidesma parvifolium
- Antidesma pendulum
- Antidesma petiolatum
- Antidesma phanrangense
- Antidesma platyphyllum
- Antidesma pleuricum
- Antidesma poilanei
- Antidesma polystylum
- Antidesma pulvinatum
- Antidesma puncticulatum
- Antidesma pyrifolium
- Antidesma rhynchophyllum
- Antidesma riparium
- Antidesma rufescens
- Antidesma sinuatum
- Antidesma sootepense
- Antidesma spatulifolium
- Antidesma stipulare
- Antidesma subbicolor
- Antidesma subcordatum
- Antidesma tetrandrum
- Antidesma tomentosum
- Antidesma tonkinense
- Antidesma trichophyllum
- Antidesma vaccinioides
- Antidesma velutinosum
- Antidesma velutinum
- Antidesma venenosum
- Antidesma venosum
- Antidesma vogelianum